# Spoiler (járműalkatrész)

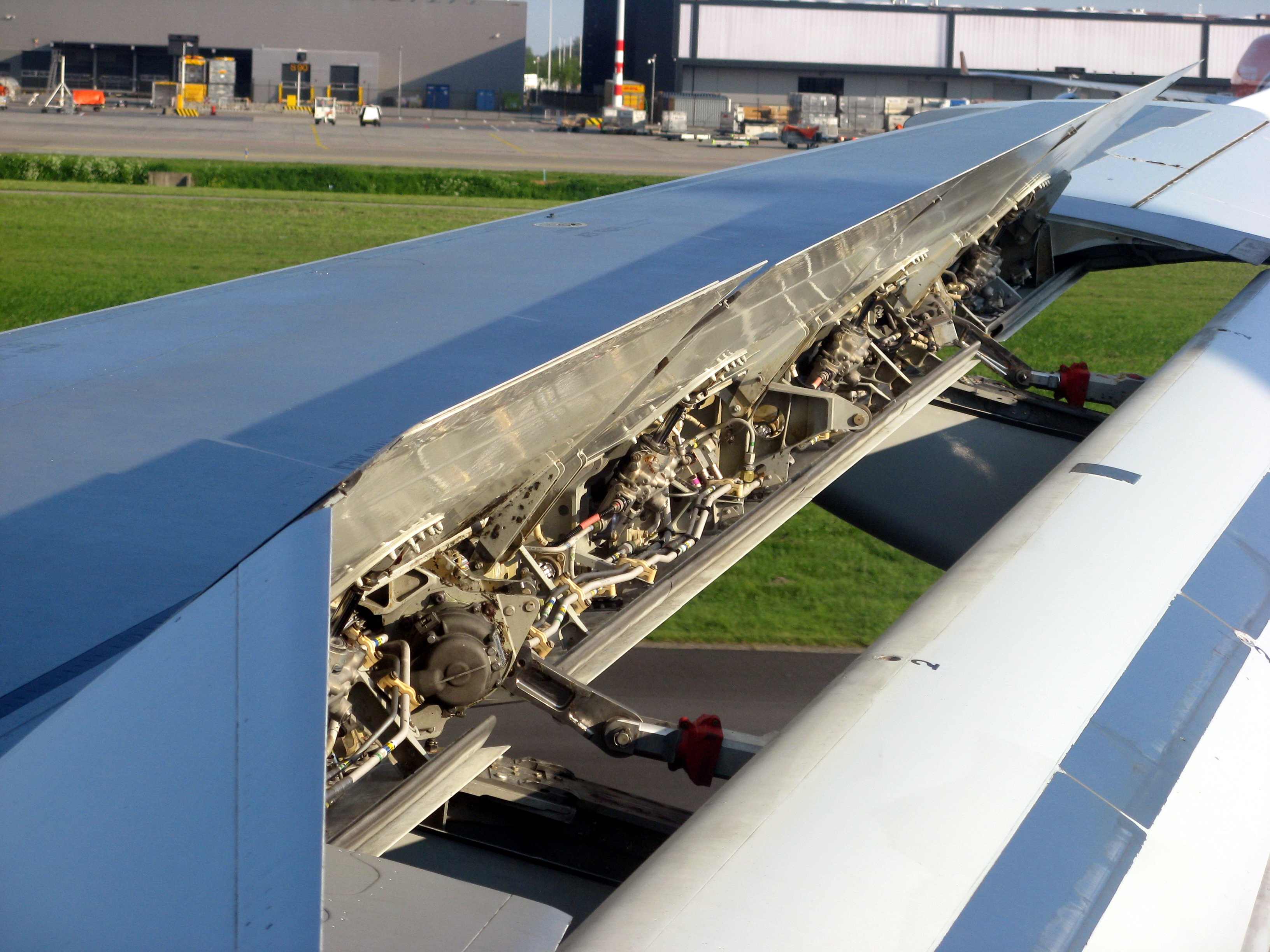
Egy Airbus A320 spoilerei

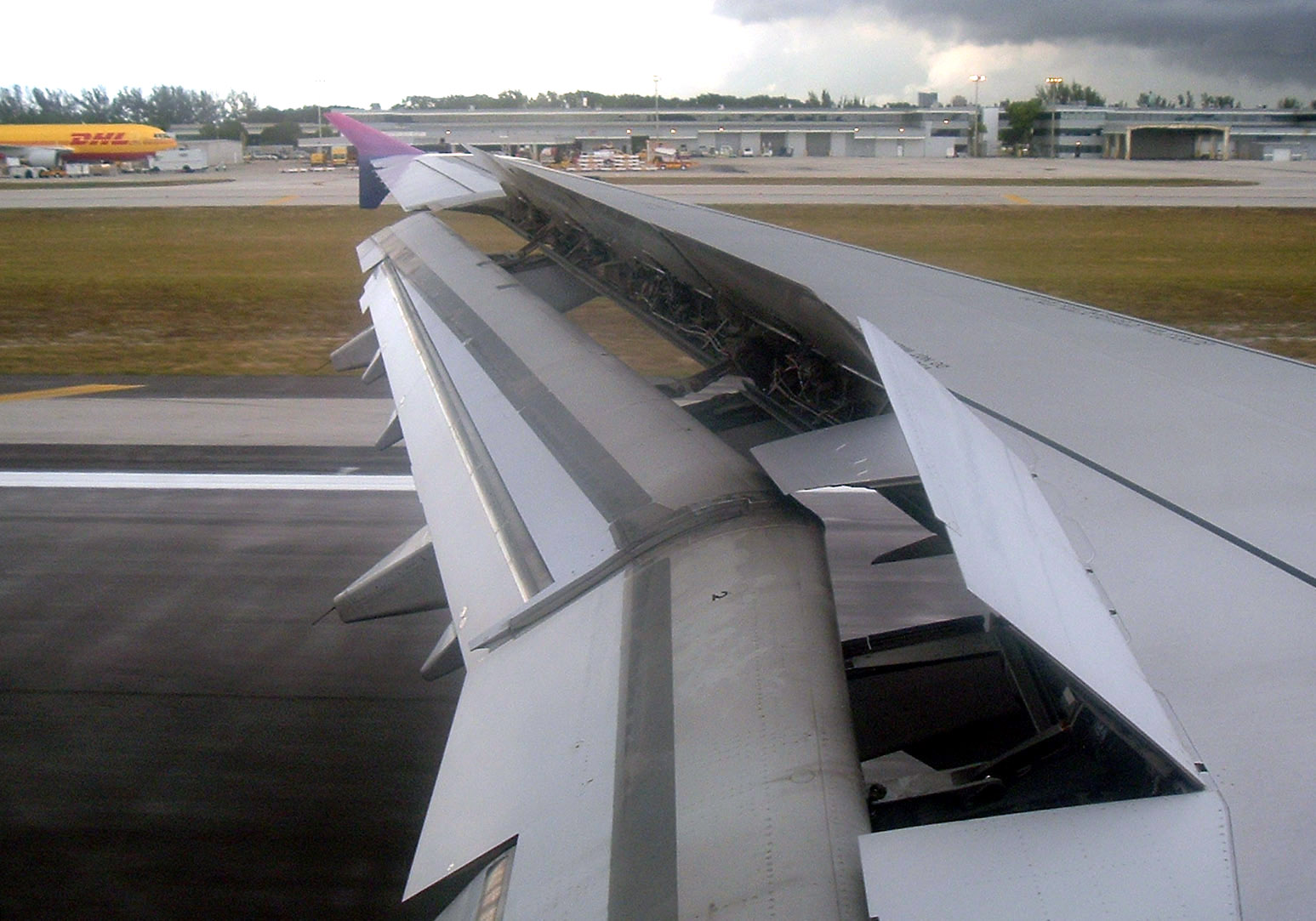
Egy Airbus A321 spolerei leszállás közben

A spoiler a járműveken (a repülésben, illetve az autózásban) használatos légterelő lemez vagy szárny.

## A repülésben
A szárnyon többféle kiegészítő elem van elhelyezve, amelyeknek a megfelelő helyzetbe állítása a pilóták feladata. Ezek közé tartozik spoiler is, amely – az interceptorhoz hasonlóan – felnyitható lap; célja az áramlás leválasztása a szárnyról, ezáltal a felhajtóerő csökkentése (kiguruláskor a futómű tapadásának javítása).

## Az autózásban
A gépkocsira első, oldalsó, illetve hátsó spoiler szerelhető. Célja a gépkocsi úttartásának javítása, csökkentve a légáramlás lassító hatásait, elöl a légellenállást, hátul pedig a turbulenciát. Értéke sokszor csak optikai: sportos külsőt kölcsönöz a szériamodelleknek. 
A valóban sportcélokra használt autóknál – bizonyos teljesítményszint felett –, illetve a versenyautók esetén a spoiler (légterelő) által nyújtott aerodinamikai előnyök fontossá válnak.

## Képgaléria

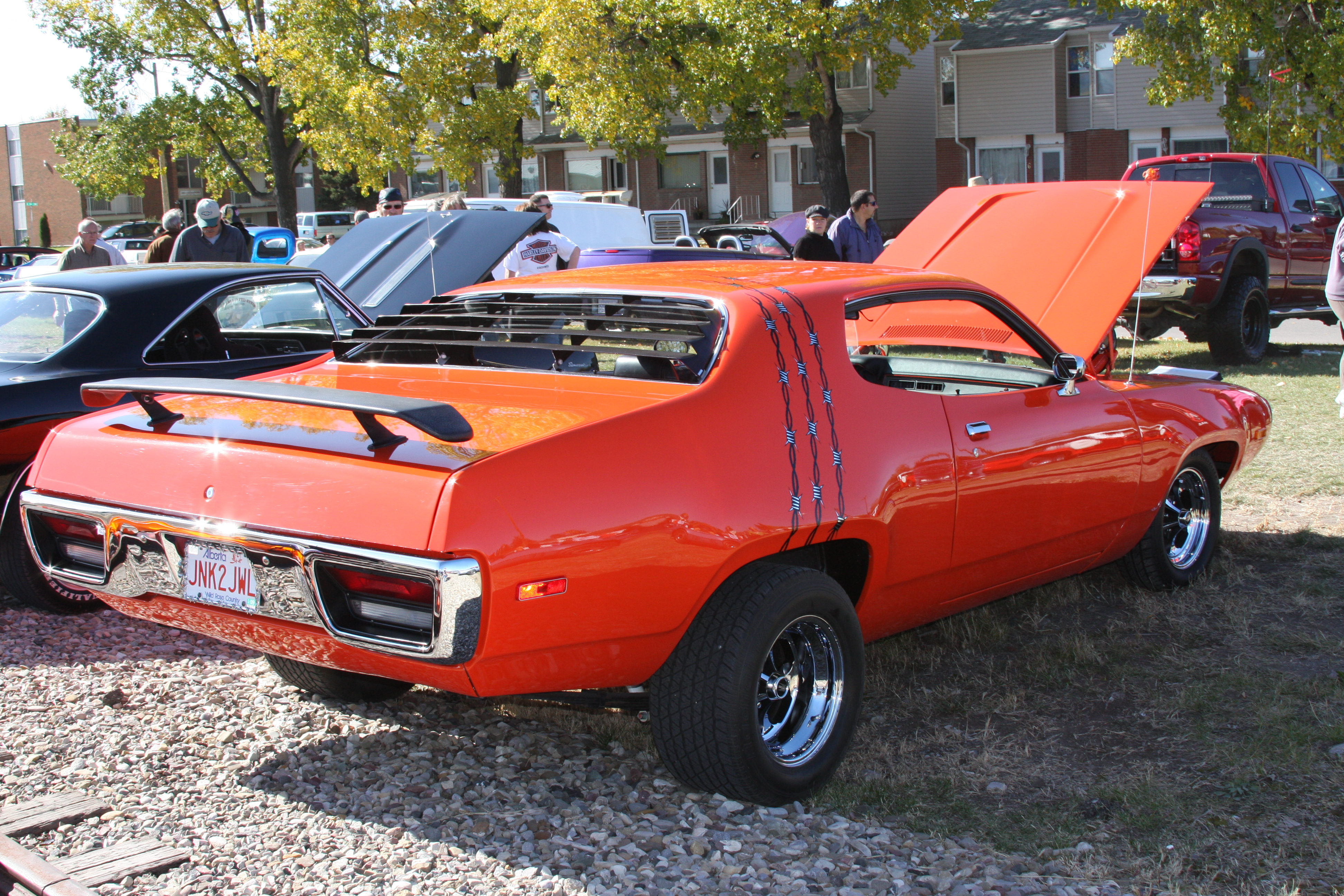
Plymouth Roadrunner (1971)
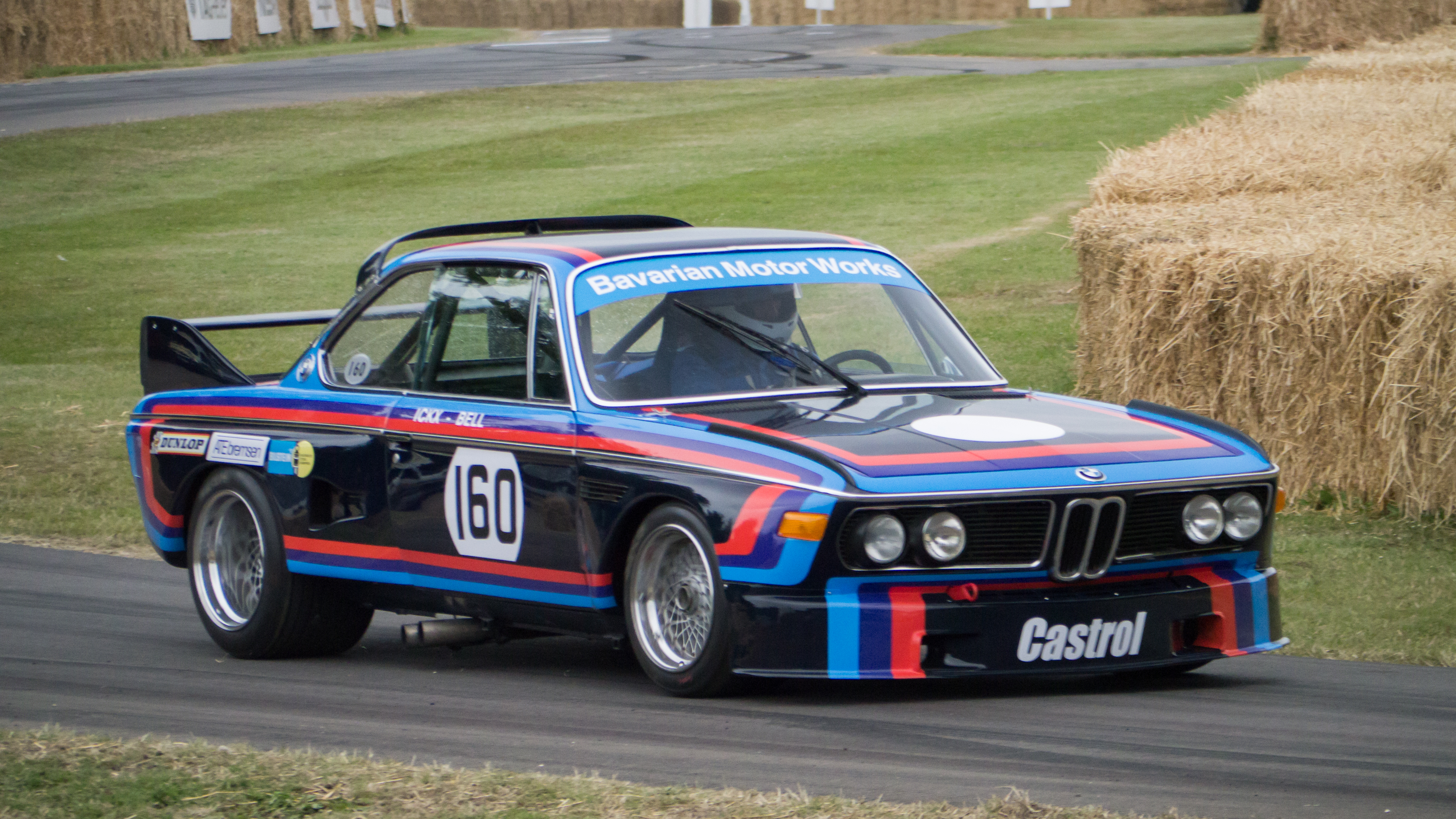
BMW 3.0 CSL Batmobile (1974)
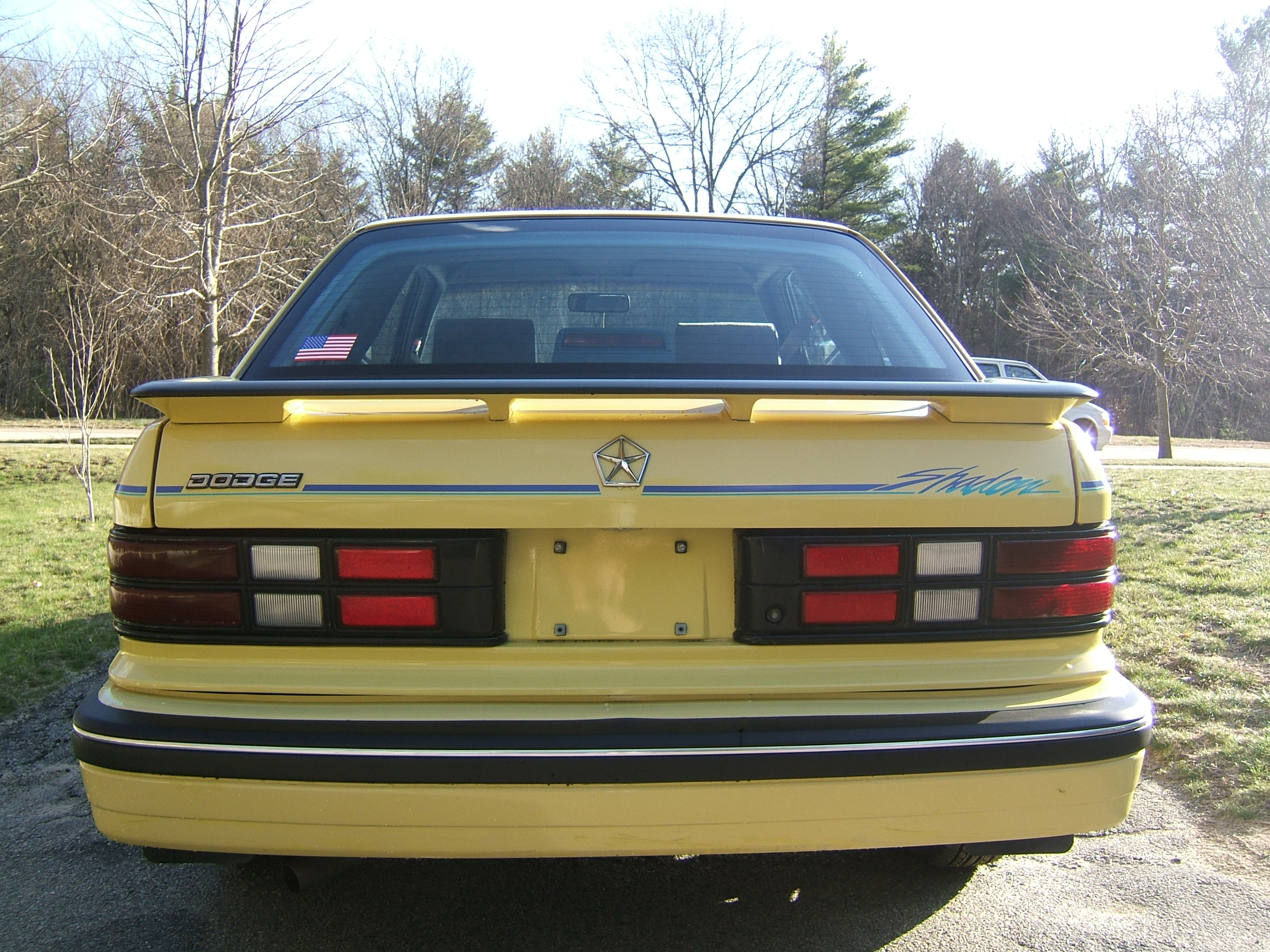
Dodge Shadow gyári hátsó spoilerrel (1989)
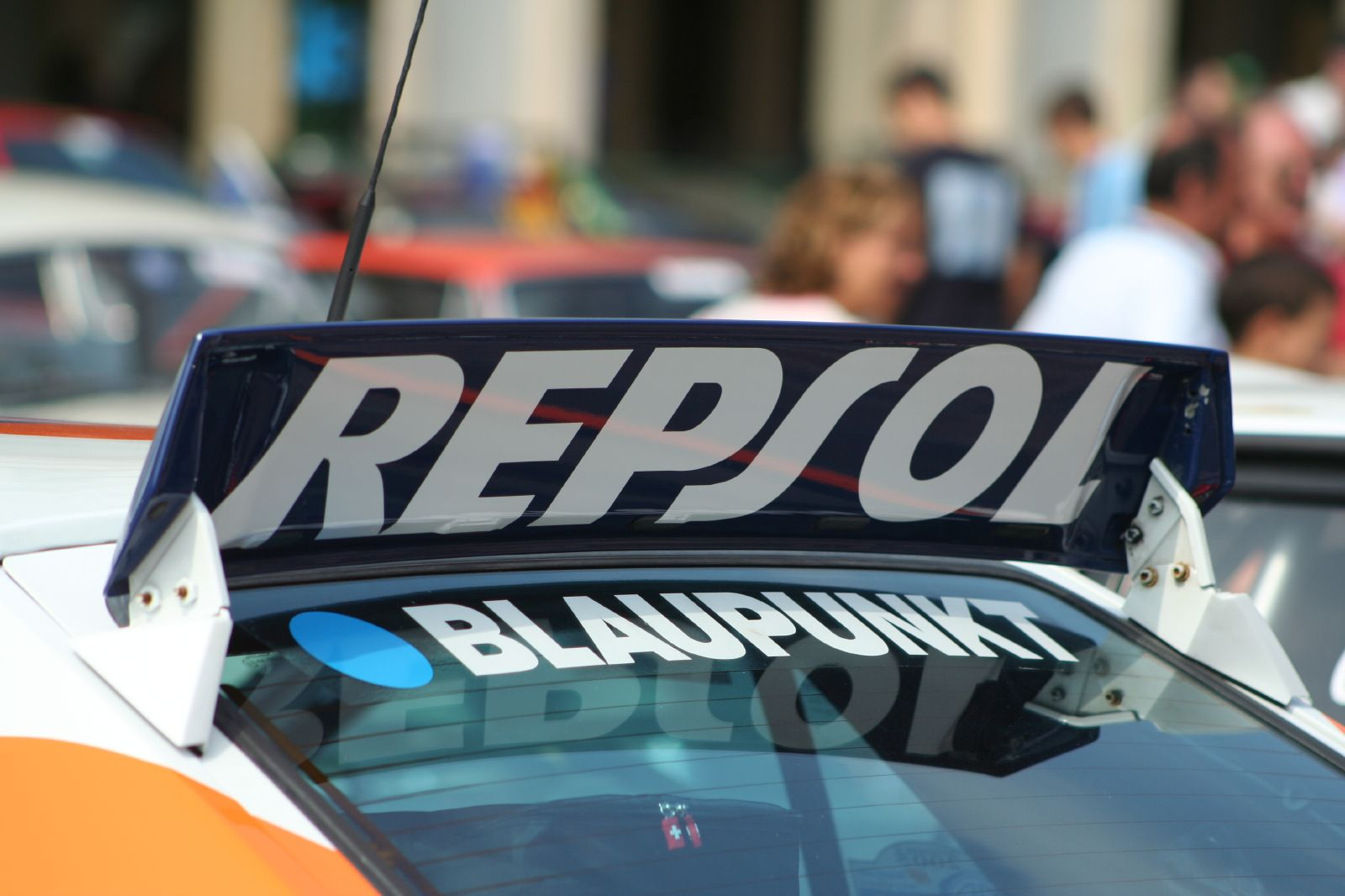
Lancia Delta HF Integrale spoilere, mint reklámhordozó (1993, a fotó 2006-ból)
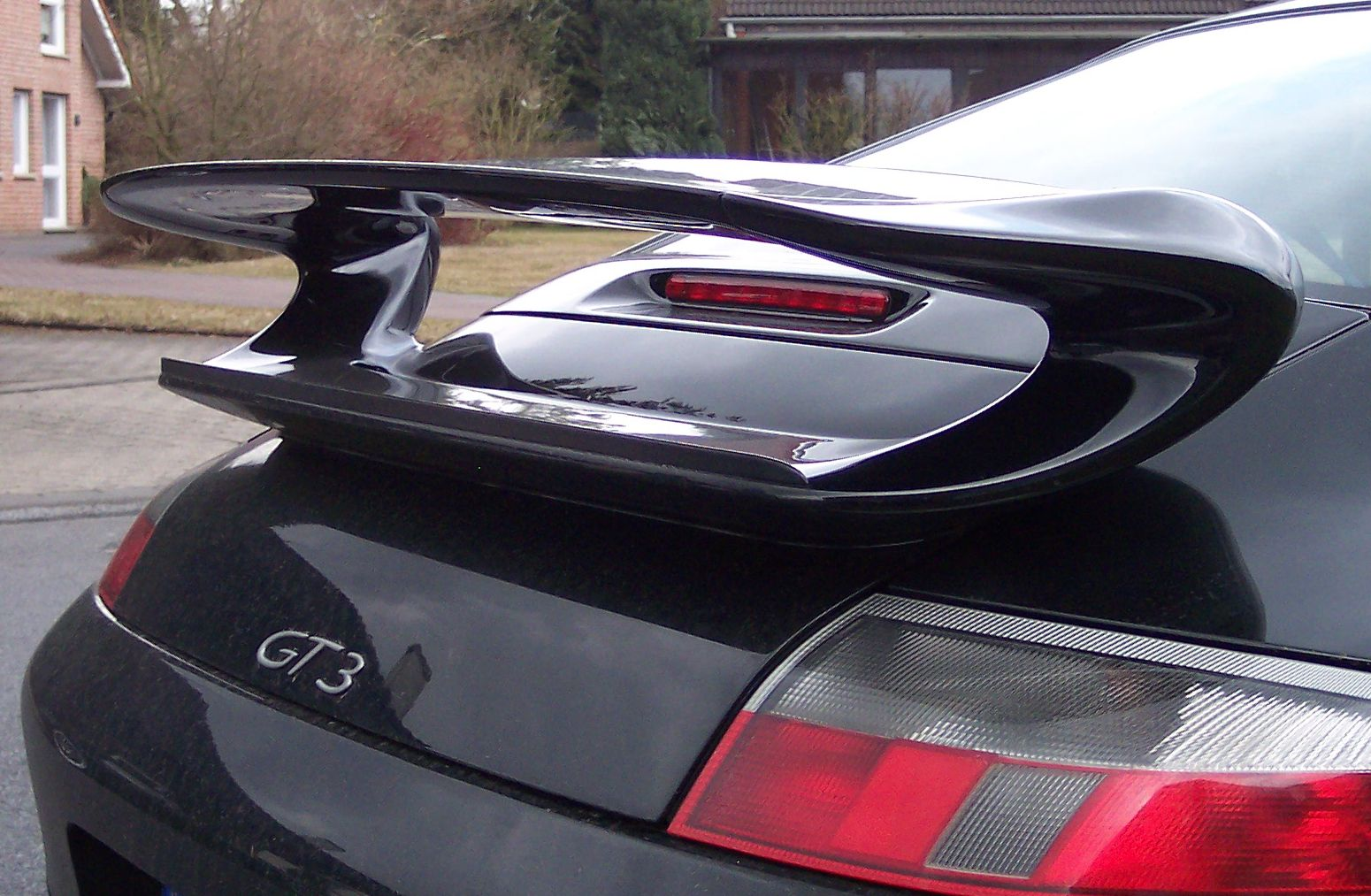
Porsche 996 GT3 (1999)
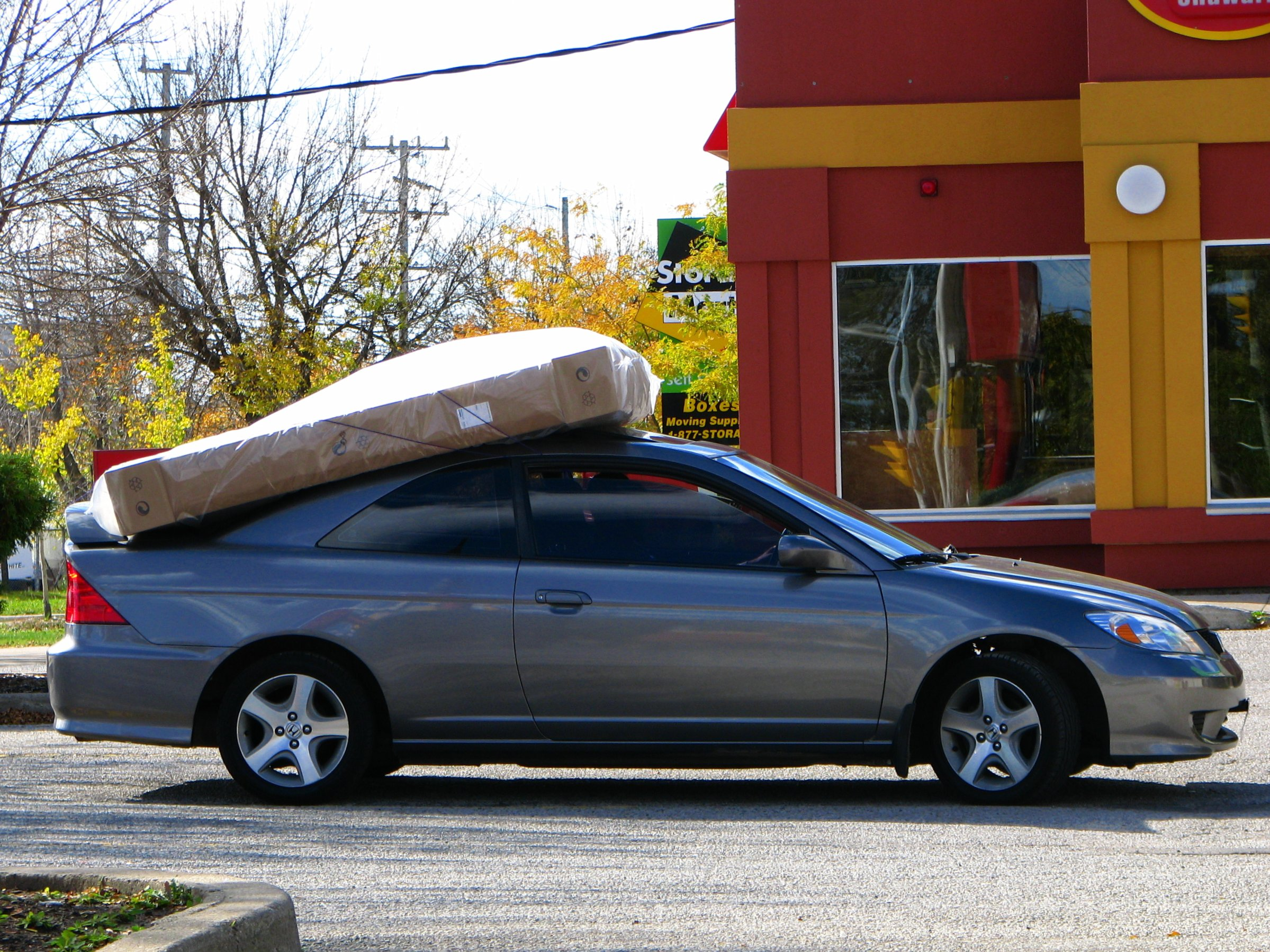
Honda Civic Coupe spoilerrel, ami csomagtartó is (2000-es évek)
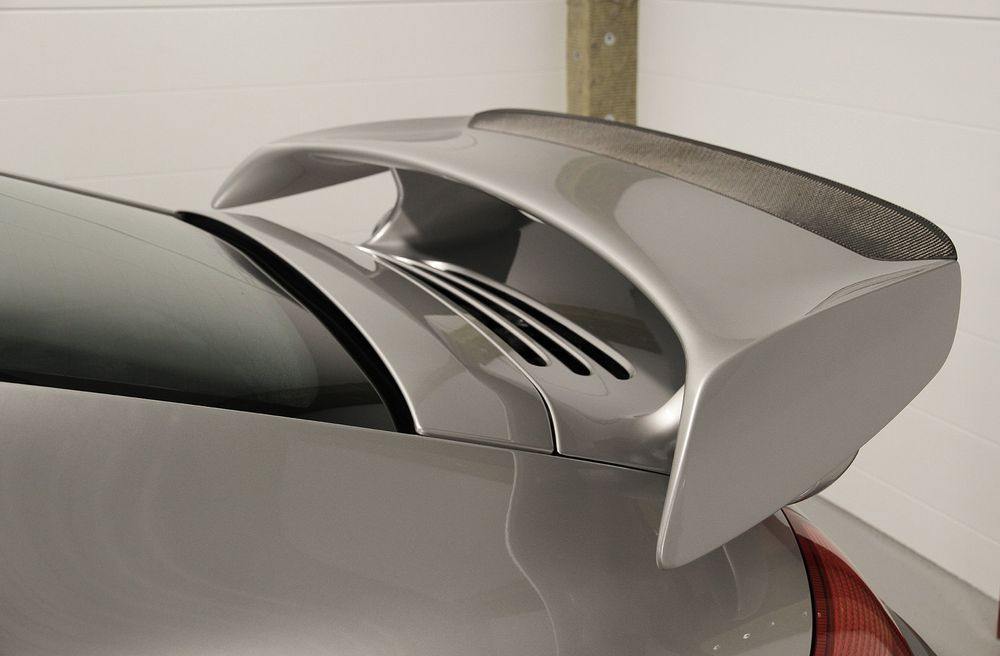
Porsche 911 997 Turbo RUF RT 12 (2008)
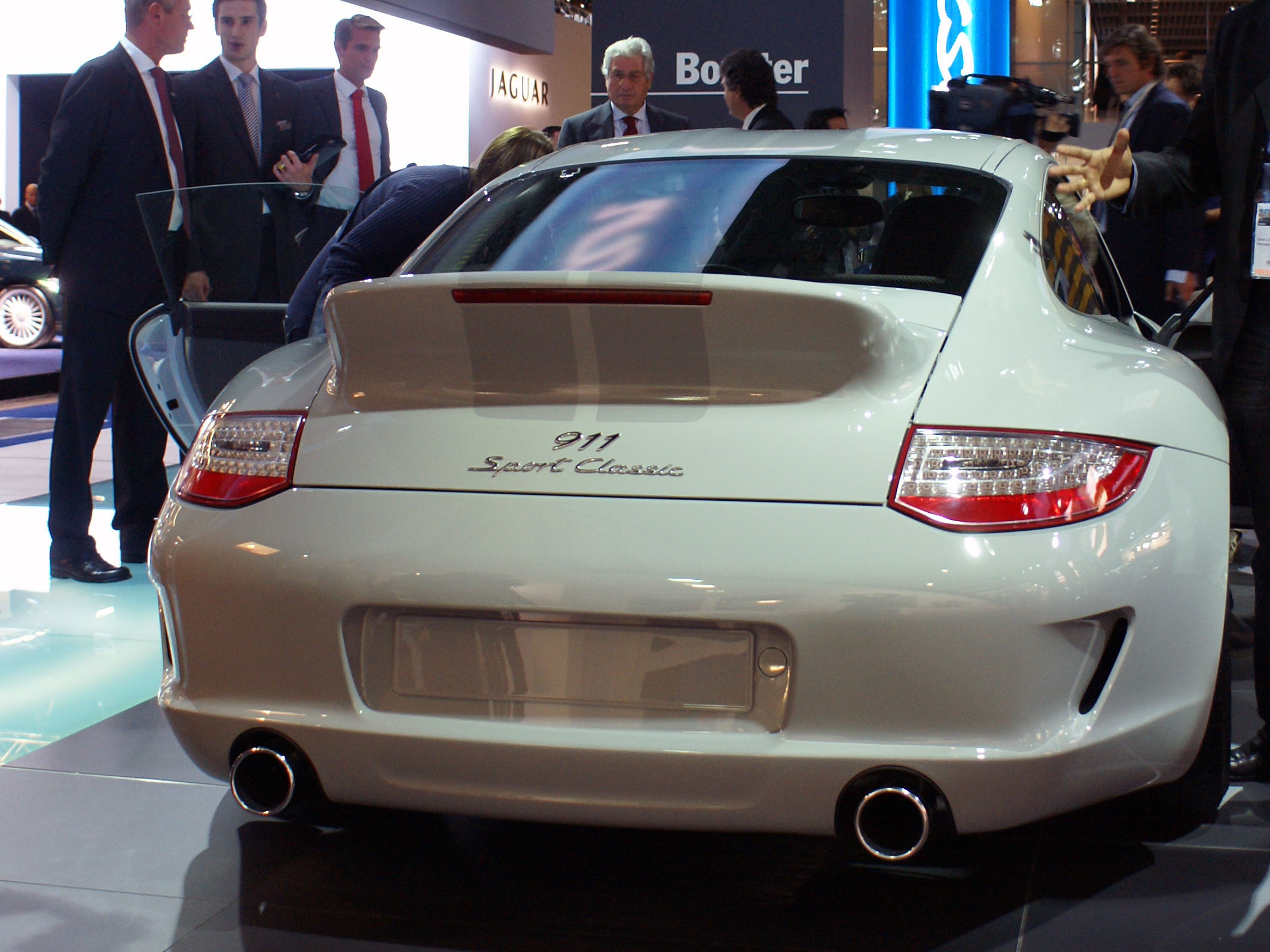
Hátsó spoiler egy Porsche 911 Sport Classic gépkocsin (2009)
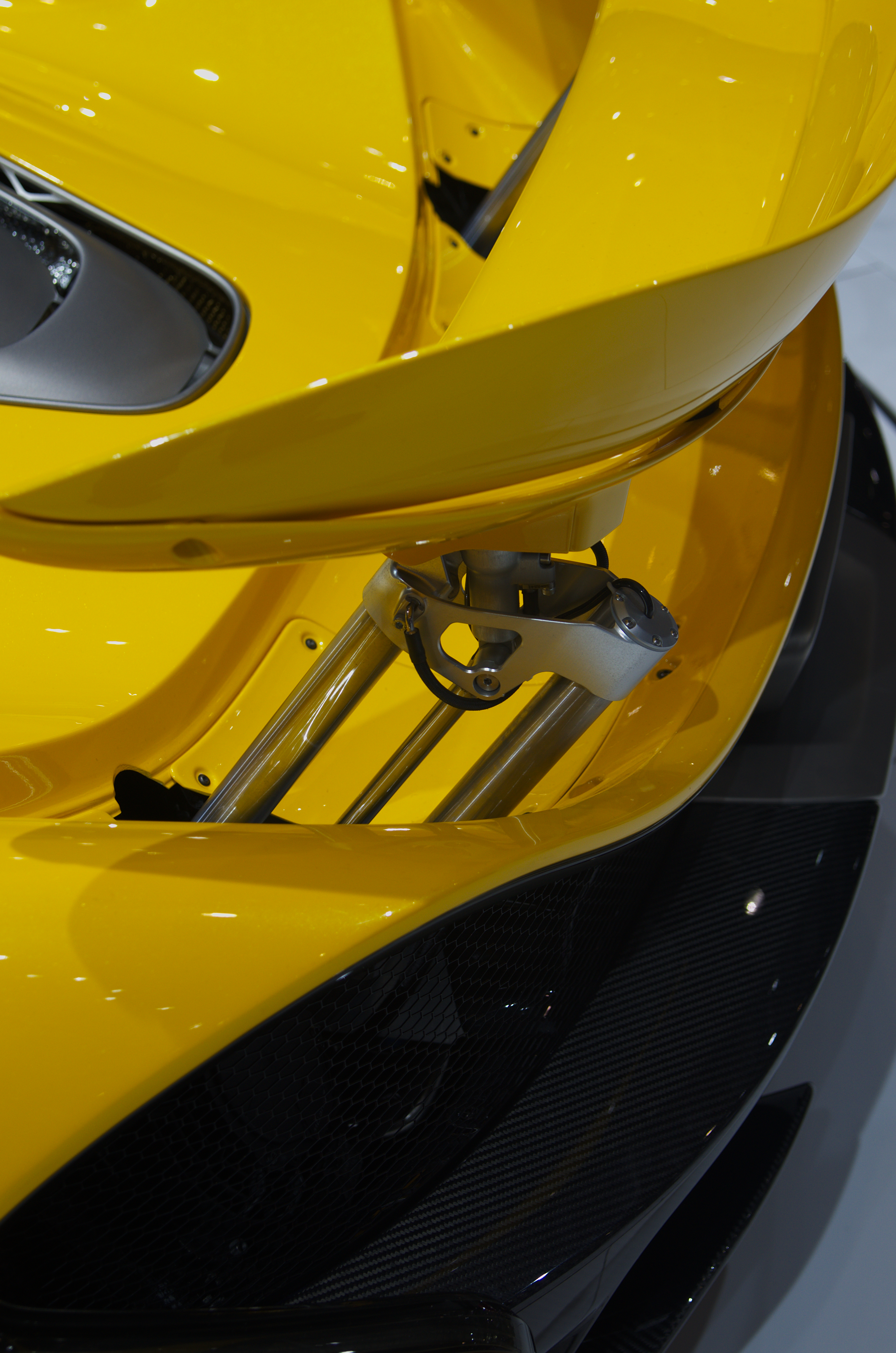
McLaren P1 hátsó spoiler (2013, Genfi Autószalon)
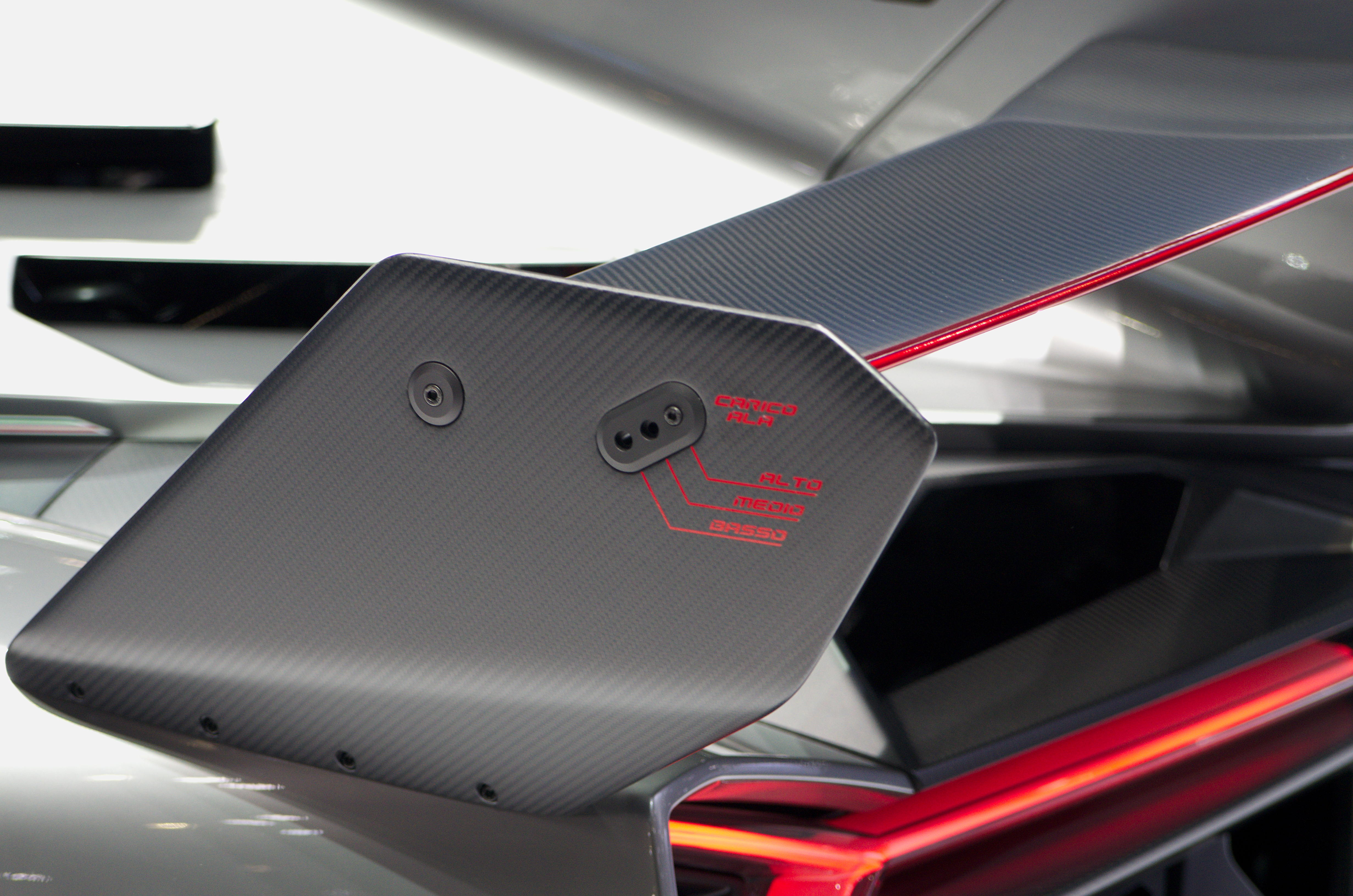
Lamborghini Veneno hátsó spoiler (2013, Genfi Autószalon)
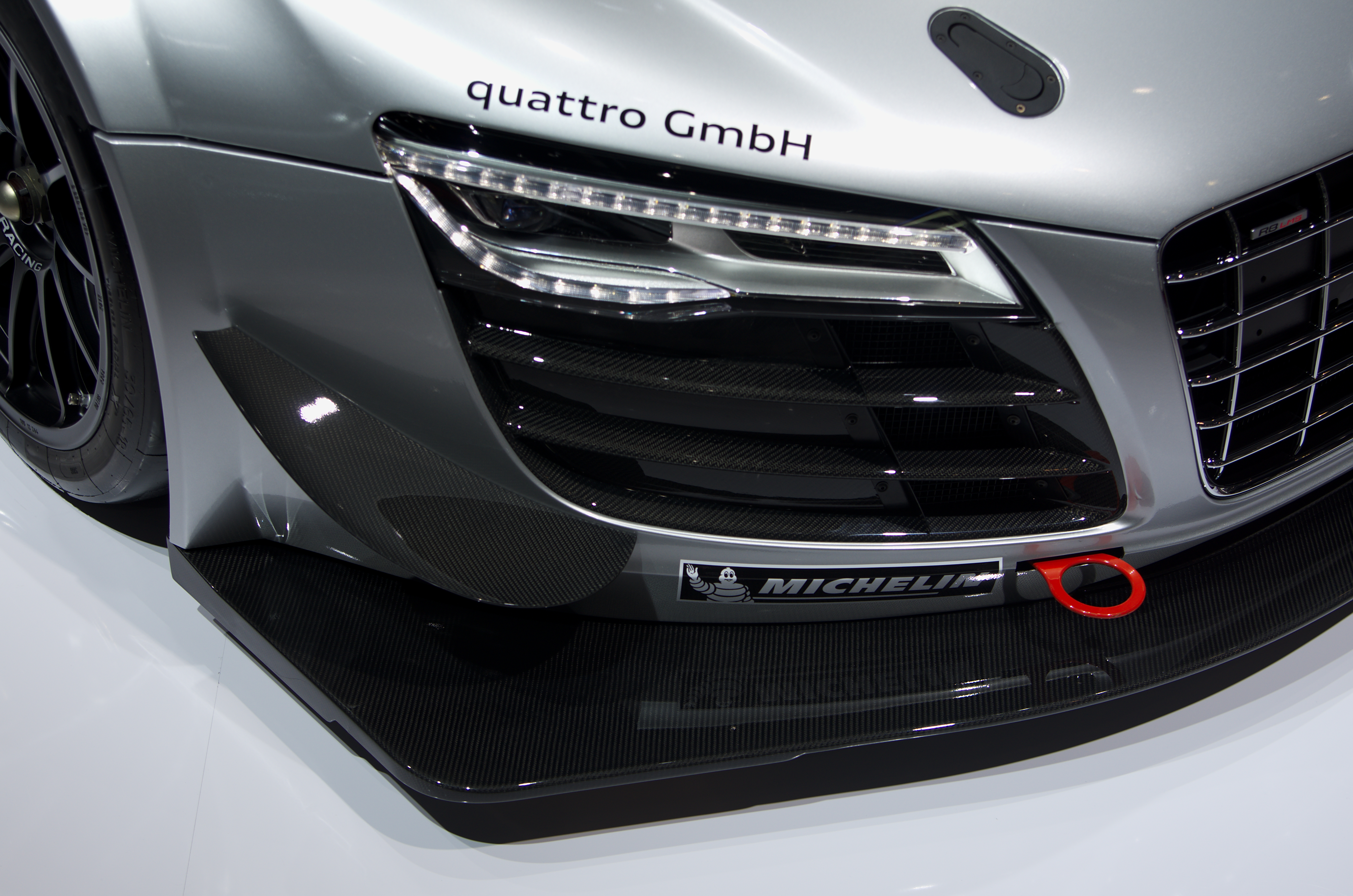
Audi R8 LMS első lökhárító alatti spoilere (2013, Genfi Autószalon)
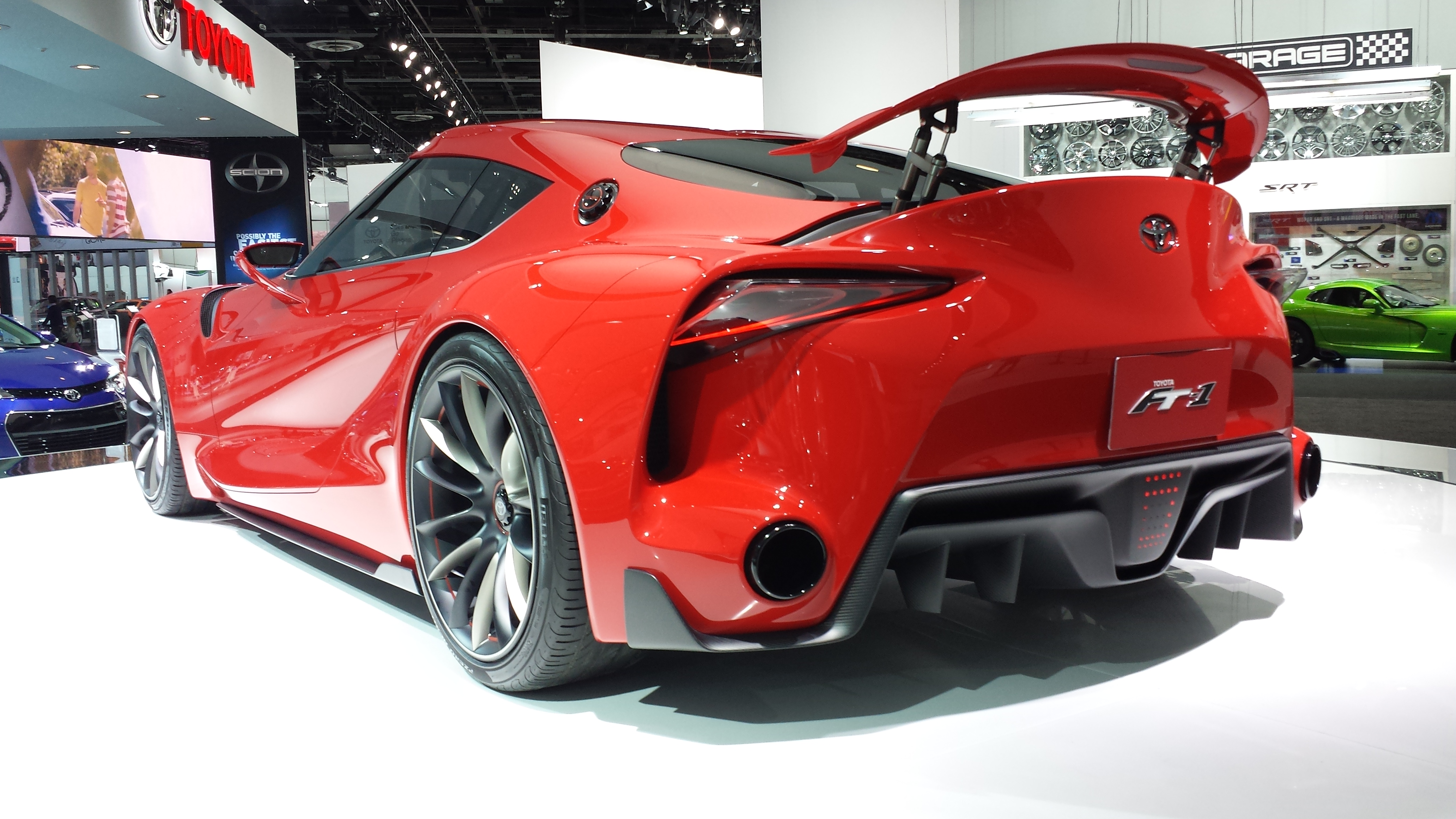
Toyota FT-1 Concept, hátsó spoiler (2015)